# ГЕС Sjønstå
ГЕС Sjønstå — гідроелектростанція у центральній частині Норвегії, за 60 км на схід від Буде. Розташована після ГЕС Фагерлі (48 МВт) та ГЕС Ломі, становить нижній ступінь гідровузла у сточищі річки Sulitjelmavassdraget, яка тече до Skjerstad Fjord (східне продовження Saltfjorden, котрий біля Буде з'єднується з Норвезьким морем).
Відпрацьований станціями верхнього ступеня ресурс надходить до великого природного озера Лангватн (при цьому через ГЕС Фагерлі проходить вода з верхньої течії Sulitjelmavassdraget, а через станцію Ломі — з ряду правих приток Sulitjelmavassdraget). Хоча Лангватн і перетворили на водосховище, проте припустиме коливання рівня поверхні в ньому становить лише 0,5 метра — між позначками 126 та 126,5 метра НРМ.
З Лангватн під правобережним масивом Sulitjelmavassdraget прокладено головний дериваційний тунель довжиною близько 8,5 км, який на своєму шляху також підхоплює ресурс із водозабору на Tverrelva (невелика притока Sulitjelmavassdraget).
Основне обладнання станції становлять дві турбіни типу Френсіс потужністю по 33 МВт, які використовують напір у 125 метрів та забезпечують виробництво 293 млн кВт·год електроенергії на рік.
Відпрацьована вода відводиться по тунелю до розташованого за кілька сотень метрів озера Ovrevatnet, котре входить до основної течії Sulitjelmavassdraget.